# Philippe Liewer
Philippe Liewer (Paris, 10 mars 1911 - Casablanca, 15 février 1950) fut, pendant la Seconde Guerre mondiale, un agent français du Special Operations Executive.

## Identités
- État civil : Philippe Liewer
- Comme agent du SOE :
  - Nom : Charles Geoffrey Mark[1] Staunton
  - Nom de guerre (field name) : « Clément » puis « Hamlet »
  - Nom de code opérationnel : SALESMAN (en français VENDEUR)
  - Autres pseudos : Marcel Lejeune (en septembre 1941) ;

Parcours militaire : SOE, section F ; grade : major.

## Biographie

### Premières années
Philippe Liewer naît le 10 mars 1911, à Paris. Il est le fils de Jacques et de Mathilde Léon.
Avant la guerre, il est journaliste à l'Agence Havas. En 1938, lors de la conférence de Munich, il est expulsé par Hitler parce qu'il est Juif. En 1940, il participe à la campagne de Norvège (Narvik).

### Première mission en France (1941-1942)
Le 6 octobre, George Langelaan est arrêté au café Le Faisan, à Châteauroux. Il reconnaît être chargé d’accomplir en France une mission de renseignement et de propagande, d’avoir pressenti Philippe Liewer et d’avoir utilisé ses services. Le 11 octobre, Liewer est arrêté à son domicile, à Antibes, par la police française.
Philippe Liewer fait partie du groupe d’agents du SOE emprisonnés successivement à Marseille, à Périgueux, puis à partir du 10 mars 1942 au camp de Mauzac.
Selon un plan mûrement élaboré, les onze agents du SOE parviennent à s’échapper dans la nuit du 15 au 16 juillet 1942 (voir l'article évasion de Mauzac) et vont rentrer à Londres (voir l'article évasion de Mauzac). Le 17 septembre, Philippe Liewer, alias Staunton, arrive à Londres. Il suit l’entraînement, il est « commissionné », puis se déclare volontaire pour repartir en mission en France.

### Deuxième mission (1943)
Définition de la mission : établir un réseau dans le secteur de Rouen et du Havre. Son nom de guerre est « Clément ».
Dans la nuit du 14 au 15 avril, Philippe Liewer et Gabriel Chartrand « Dieudonné » sont déposés par Lysander sur le terrain BRONCHITE, près d’Amboise, et réceptionnés par Henri Déricourt. À la fin du mois mai, après de nombreux faux départs, le contact est établi avec Rouen grâce à Mme Micheline, propriétaire d’un magasin de vêtements à Paris, qui possède une succursale à Rouen. Le 7 juin, le réseau SALESMAN s’établit, principalement par l’intermédiaire de chef local, Jean Sueur. Philippe Liewer est logé par la famille Francheterre, jusqu’à la fin de cette deuxième mission. Le 19 juillet, Isidore Newman arrive par Lysander comme opérateur radio du réseau. Le 23 août, Bob Maloubier « Paco » remplace Gabriel Chartrand, qui est transféré au réseau BUTLER dans la Sarthe et retournera en Angleterre début décembre. Il vient comme instructeur en armement pour le réseau de Rouen.

### Rappel à Londres (février - mars 1944)
Philippe Liewer est rappelé à Londres. Dans la nuit du 4 au 5 février, un avion Hudson le ramène. Il emmène avec lui Bob Maloubier qui a été blessé par une balle allemande. Ils apportent des renseignements cruciaux sur les armes V. Il rend un rapport complet sur la situation de la Seine-inférieure.
Immédiatement après son départ, commence une série d’arrestations : le 1er mars, un groupe des environs de Dieppe est arrêté, l'un des membres fournit le mode de passe et l'adresse de la boîte aux lettres principale du réseau, le magasin « Micheline » tenu par les époux Sueur à Rouen, 74 rue des Carmes. Une souricière est tendue. Le 8 mars, Claude Malraux, le second de Philippe Liewer à Rouen, est arrêté. Dans la nuit du 8 au 9, le Dr Delbos et son épouse sont arrêtés à Deville Les Rouen. Le 9, Isidore Newman est arrêté, ainsi que Mme Devaux qui l’avait épaulé pendant huit mois. D'autres arrestations ont lieu à Rouen et dans les communes avoisinantes. Le 10, Jean et Florentine Sueur, gérants du « Magasin Micheline » et membres actifs du réseau sont arrêtés à leur tour, ainsi qu’Émile Savoye, chef du groupe de Louviers gérant les parachutages. Le 11, Roger Mayer « Jean-Pierre », le chef du groupe du Havre est arrêté et torturé par la Gestapo. Le 14 mars, les frères Raoul et Henri Boulanger, chefs du maquis des Diables Noirs à Saint-Denis-le-Thiboult et spécialisés dans les réceptions de parachutages d'armes sont arrêtés avec d'autres membres de leur groupe ; les épouses Boulanger seront arrêtées le 31 du même mois.
En tout, 98 membres des organisations de Rouen et du Havre sont pris et déportés en Allemagne, via Compiègne pour les hommes, et après internement à Romainville pour les femmes. La moitié mourra en déportation. Le réseau est pratiquement réduit à néant, à l’exception des groupes spécialement créés pour agir au jour J, qui n’ont pas été touchés.

### Troisième mission (avril 1944)
Définition de la mission : relancer le réseau SALESMAN, autour de Rouen, région stratégique à l'approche du débarquement. Il est assisté par Violette Szabo, son courrier.
On[Qui ?] apprend par un message d'André Malraux que la presque totalité du réseau SALESMAN a été anéantie et que la Gestapo utilise depuis deux semaines la radio et les codes de l'opérateur Isidore Newman. L'avion de Liewer est stoppé in extremis en bout de piste : ce sont les Allemands qui l'auraient accueilli à l'arrivée. Le départ est reporté.
Le 5 avril, Philippe Liewer est parachuté près de Cherbourg, avec Violette Szabo « Louise », dont c’est la première mission. Ils s’occupent des familles des personnes arrêtées. Violette Szabo voyage entre Paris et Rouen pour prendre contact avec les personnes qui sont supposées avoir réchappé et en ramener à Paris. Le 30, après cette mission de trois semaines de reconnaissance, qui est un plein succès, ils rentrent en Angleterre, lors d'un ramassage par doublé de Lysander, dans l'Indre. Ils rapportent à Londres des rapports sur les installations allemandes, qui se révéleront précieux pour cibler les bombardements : quartier général naval à Rouen, usines de fabrication de matériels de guerre, installations portuaires du Havre.

### Quatrième mission (juin - septembre 1944)
Définition de la mission : diriger le nouveau réseau SALESMAN (appelé ici SALESMAN II), pour coordonner les maquis de la région de Limoges dans les actions de sabotage des lignes de communication allemandes, après l’arrestation de Maurice Southgate. Son nom de guerre est « Hamlet ». Il est accompagné par Violette Szabo « Louise », radio et agent de liaison, dans sa deuxième mission ; le captain Bob Maloubier « Paco », saboteur, dans sa deuxième mission ; et le lieutenant Jean-Claude Guiet, opérateur-radio américain de l'Office of Strategic Services (OSS).
Le 5 juin au soir, le signal du débarquement est donné sur les ondes. Plus que jamais il est nécessaire qu’une liaison permanente soit établie entre le Haut Commandement Allié et le maquis. Il ne faudrait pas qu’à l’arrivée du major Staunton, la ruse qui a permis d’obtenir des parachutages soit éventée ! Aussi Charles Gaumondie prend les « ficelles » et devient le « colonel Charles », chargé de recevoir l’équipe. Un Liberator doit la parachuter près de Sussac dans la nuit du 6 au 7 juin. Malheureusement, les signaux n’ayant pas été faits par suite d’une erreur de transmission, l’avion tourne en rond, puis revient à son point de départ. Il est pourtant capital que cette liaison soit établie. Un message radio est immédiatement envoyé à Londres pour rappeler l'urgence. Dans la nuit suivante, celle du 7 au 8 juin, l’avion revient et le major Staunton ainsi que son équipe, atterrissent au terrain ORANGE, lieu-dit « Le Clos », tout près du bourg de Sussac. Ils sont hébergés à Sussac, dans la maison de Mme Ribiéras. Le 10 juin, près de Salon-la-Tour, Violette Szabo est arrêtée. Le 11 juin, Staunton prend contact avec le maquis BISTROT (600 hommes, plus 200 gendarmes qui l’avaient rallié le jour J), peu armé et mal entraîné. En trois semaines, il va organiser, entraîner, armer et susciter la formation de bandes de saboteurs pour attaquer les objectifs qui ont été négligés le jour J. Les lignes de chemins de fer de Paris-Limoges, Paris-Bordeaux et Paris-Toulouse sont soumises à des attaques constantes et rendues inutilisables pour le trafic ennemi. L’alimentation électrique de la base de sous-marins à Rochefort est coupée. Lorsqu’il découvre que l’ennemi perfectionne la technique de réparation ferroviaire en utilisant une seule voie, Staunton fait dérailler deux trains à Salon-la-Tour, bloquant ainsi la voie pendant deux mois. Le 25 juin a lieu le premier parachutage massif d'armes en provenance d’Angleterre (opération ZEBRA).
Le 14 juillet a lieu l'opération Cadillac qui consiste à un deuxième parachutage massif d'armes en plein jour (35 Forteresses volantes, 400 containers). Du 17 au 24 juillet se déroule la bataille du Mont Gargan. Dans la deuxième quinzaine de juillet, les hommes de Staunton sont attaqués dans la zone de Châteauneuf par 1 800 SS, 700 soldats et 500 Français. 250 ennemis, dont 12 officiers sont tués, contre 32 Français seulement.
Le 2 août, deux nouveaux agents sont parachutés : lieutenant Edgar Lee Fraser (FURRIER), canadien-français, expert Dakota ; Joseph Albert Howard Collette « Carlos ». Le 10 août, les Allemands essaient de faire progresser leurs convois, protégés par des trains blindés, à travers les débris, sur la ligne Salon-la-Tour. Au même moment, un train autre train blindé remonte de Brive à la rencontre du convoi. Celui-ci est attaqué par major Staunton avec ses troupes O.G. et SAS. Comme résultat, les trois convois retournent à Limoges. Au même moment, le maquis GARAGE en Corrèze déverse plusieurs centaines de rochers sur la ligne entre Uzerche et Brive-la-Gaillarde, ce qui provoque l’arrêt de l’autre train armé. Staunton a une entrevue avec le DMR Eugène Deschelette « Ellipse », au cours de laquelle ils décident que les FFI en Haute-Vienne seraient placés sous le commandement conjoint de Guingouin et du commandant Huard de l’Armée secrète. À ce moment, l’effectif du maquis atteint 3 000 hommes.
Le 13 août, le captain Fred B. Agee « Antonin », chirurgien américain, est parachuté pour rejoindre le réseau. L’équipe Jedburgh ALEXANDER est parachutée à Saint-Gilles-les-Forêts en Haute-Vienne et prend contact avec major Staunton.

Le 21 août, Staunton dirige une délégation alliée de quatre officiers qui convoque le commandant allemand de Limoges, le général Gleiniger, et obtient sa reddition inconditionnelle avec sa garnison de 1 500 hommes, libérant ainsi la ville de Limoges.
Le 16 septembre, le major Staunton est décoré par le DMR de la Croix de guerre avec citation à l’Armée. Le 30, sa mission se termine.
En octobre, il est affecté à la Direction générale des études et recherches, à Paris, en qualité de chef de mission de 2e classe, assimilé au grade de commandant.
Le 1er décembre, il cesse de servir à la DGER.

### Après la guerre
Le 15 février 1950, il meurt brutalement d'une attaque cardiaque, à Casablanca, au Maroc. Il est inhumé à Paris, au cimetière du Montparnasse, dans le carré juif.

## Reconnaissance
Philippe Liewer a reçu les décorations suivantes :
- Au Royaume-Uni :  Croix militaire
- En France :  Croix de guerre 1939-1945 avec citation à l'ordre de l’Armée, 1944.

La ville de Limoges a donné son nom à une rue : la rue du Major-Staunton.